# Les Trois Mousquetaires: Milady
Les Trois Mousquetaires: Milady (prt/bra: Os Três Mosqueteiros: Milady) é um filme de ação e aventura de 2023, dirigido por Martin Bourboulon e baseado no romance histórico Os Três Mosqueteiros, do literário francês Alexandre Dumas. O filme é a sequência de Les Trois Mousquetaires: D'Artagnan (2023), formando uma duologia de aventura e ação baseada na obra de Dumas. A trama narra os perigos vividos pelo aspirante a mosqueteiro D'Artagnan quando este se alia aos experientes Athos e Aramis para desvendar uma conspiração entre o poderoso Cardeal Richelieu e a sedutora Milady de Winter contra o poder real de Luís XIII.  
Após sua première mundial em sessão especial promovida pelo Telecine/Paris Filmes no dia 18 de novembro no Festival Varilux 2023, no Rio de Janeiro em 18 de novembro de 2023, o filme foi lançado comercialmente nos cinemas franceses pela Pathé em 13 de dezembro do mesmo ano.
Os filmes foram coproduzidos pela França, Alemanha, Espanha e Bélgica com um orçamento de produção combinado de €72 milhões (US$78,2 milhões), sendo especificamente €36,1 milhões para a produção de Milady e filmado consecutivamente por 150 dias, de 16 de agosto de 2021 a 3 de junho de 2022.

## Sinopse
D'Artagnan é golpeado e preso por agentes de Gastão, o irmão mais novo do Rei Luís XIII. D'Artagnan consegue fugir e rende o Conde de Chalais, um dos capangas de Gastão, ordenando que ele o leve até a cela de Constance. Ao chegar, eles encontram Milady de Winter presa e com sinais de tortura. Milady e D'Artagnan fogem juntos e passam a noite em um abrigo na mata. Milady tenta seduzir D'Artagnan e, sem sucesso, parte enquanto ele dorme. D'Artagnan é encontrado pelos homens de Chalais e foge outra vez. Athos visita seu château para ver seu filho de cinco anos e juntos eles visitam a tumba de sua esposa. 
O Rei Luís XIII decide iniciar uma guerra contra La Rochelle, um reduto protestante na costa da França. D'Artagnan e seus parceiros são enviado a La Rochelle com os mosqueteiros, uma unidade de elite do Exército Real, sob o comando do Capitão de Tréville. No campo de batalha, D'Artagnan encontra Milady e ela tenta seduzi-lo novamente. Num momento de intimidade, D'Artagnan percebe uma flor-de-lis tatuada no ombro de Milady e deduz que ela é a mulher descrita por Athos. D'Artagnan informa a Athos que sua esposa sobreviveu. 
O Capitão de Tréville lidera um grupo de mosqueteiros na invasão a La Rochelle. Dentro da fortaleza, o grupo é confrontado pelos protestantes que já haviam sido informados do ataque pelo Conde de Chalais. Com a ajuda de Hannibal, comandante de uma outra unidade das tropas, os mosqueteiros conseguem fugir após um intenso combate. 
Athos segue Milady até uma floresta, onde ela encontra secretamente o Cardeal de Richelieu. Athos observa a conversa e descobre que Milady planeja assassinar o Duque de Buckingham como revanche pelo apoio da Coroa inglesa aos rebeldes franceses. Richelieu parte e Athos confronta Milady sobre o passado romântico de ambos. Milady tenta assassinar Athos, mas ele é resgatado por Aramis e D'Artagnan. Milady deixa o grupo e desaparece em meio à floresta. 
O Cardeal de Richelieu é recebido pela Rainha Ana e promete soltar Constance, que foi presa por suas ordens por envolvimento com os mosqueteiros. A Rainha Ana informa a D'Artagnan que Constance está segura sob a guarda do Duque de Buckingham na Inglaterra. Benjamin, irmão de Athos e um dos líderes rebeldes, é capturado pelos guardas de Gastão e condenado à morte por afogamento. Athos decide deserdar do Exército Real para salvar a vida de seu irmão. Aramis e D'Artagnan se unem a ele no plano e juntos eles fogem para a Inglaterra. 
Milady desembarca em Dover e segue seu plano de assassinar o Duque de Buckingham. Milady é reconhecida por Constance ao entrar na residência de Buckingham. Milady é capturada e condenada à forca. Manipulada, Constance piedosamente troca seus trajes com os de Milady e permite que ela fuja. No momento da execução, Constance tenta explicar que não é a pessoa condenada, mas o julgamento prossegue mesmo assim. Constance é enforcada no pátio do palácio pouco antes da chegada dos mosqueteiros. Milady inicia um incêndio na residência de Buckingham enquanto foge do trio de mosqueteiros. D'Artagnan entra no local em chamas para capturar Milady, mas ela desaparece. D'Artagnan é resgatado inconsciente por seus companheiros. 
Em Paris, o Capitão de Tréville é condenado por crimes de alta traição na corte real francesa. Aramis e D'Artagnan chegam ao tribunal com provas da conspiração de Gastão com os rebeldes em La Rochelle. Tréville é inocentado diante das provas. Athos volta ao seu château e descobre que seu filho foi sequestrado por alguém desconhecido. Athos entra no quarto do filho e encontra um brinco que pertenceu à sua esposa.

## Elenco
- François Civil - D'Artagnan
- Vincent Cassel - Athos
- Pio Marmaï - Porthos
- Romain Duris - Aramis
- Eva Green - Milady de Winter
- Lyna Khoudri - Constance Bonacieux
- Louis Garrel - Rei Luís XIII
- Vicky Krieps - Rainha Ana de Áustria
- Jacob Fortune-Lloyd - Duque de Buckingham
- Alexis Michalik - Villeneuve de Radis
- Patrick Mille - Conde de Chalais
- Ivan Franek - Ardanza
- Ralph Amoussou - Hannibal
- Thibault Vinçon - Horace Saint-Blancard